# Gymnobela aquilarum
Gymnobela aquilarum is een slakkensoort uit de familie van de Raphitomidae. De wetenschappelijke naam van de soort is voor het eerst geldig gepubliceerd in 1882 door Watson.